# Dakonam Djene
Dakonam Ortega Djene (ur. 31 grudnia 1991 w Dapaong) – togijski piłkarz, grający na pozycji obrońcy w hiszpańskim klubie Getafe CF oraz w reprezentacji Togo.

## Kariera klubowa
Pierwszym klubem Djene był w 2010 Beniński AS Tonerre d'Abomey. Po dwóch latach gry w tym klubie przeniósł się do Kameruńskiego Cotonsport Garoua.

## Kariera reprezentacyjna
Djene w reprezentacji Togo zadebiutował w 2012. Dostał powołanie na Puchar Narodów Afryki 2013.